# Dunkleosteus terrelli
A Dunkleosteus terrelli a Placodermi osztályának Arthrodira rendjébe, ezen belül a Dunkleosteidae családjába tartozó faj.
A Dunkleosteus halnem típusfaja.

## Jellemzői

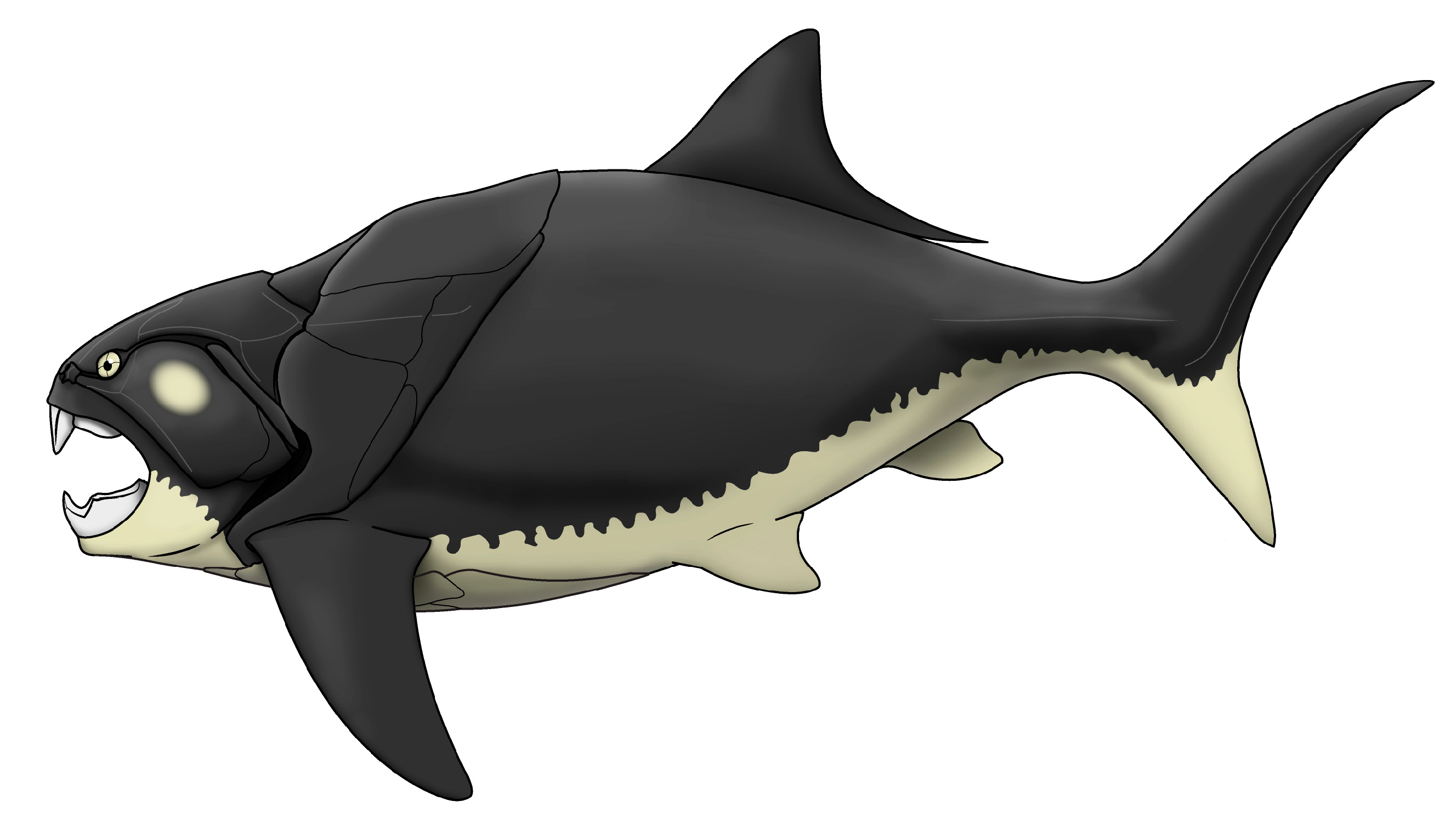
Rajz a D. terrelli fajról

A Dunkleosteus terrelli 380–360 millió évvel élt ezelőtt, a késő devon időszakban. Hossza 4,1 méter és tömege 1494–1764 kilogramm lehetett. A kifejlett Dunkleosteus terrellinek nem nagyon akadt ellensége a nagy mérete miatt. Erőteljes felépítésű testén jól páncélozott fej ült. Teste áramvonalas és cápaszerű volt. A Dunkleosteus terrellinak nem voltak fogai, ehelyett két hosszú, tőrszerű képződmény ült az állkapocs elülső peremén. Az állkapocs kialakulásának egyik fontos fázisa figyelhető meg e nemnél. A fej külső páncélzatának néhány eleme mozgathatóvá lett a belülről hozzá tapadó izmok által és ízületek alakultak ki a csatlakozási pontoknál. A Dunkleosteus terrelli állkapcsa különleges módon működött, a hátsó ízesülés előre tolása nyitotta ki a szájat. Modern számítógépes elemzések szerint 1/50 másodperc alatt tátotta ki a száját, vagyis sok mai lesből vadászó, a szájnyitáskor létrejövő szívóerőt kihasználó halhoz hasonlít. Az állkapocs mozgathatóságának, izmoltságának kialakulása talán erre vezethető vissza.
Mindent megevett, ami elébe került. Tápláléka között szerepeltek a halak, cápák, sőt a kisebb fajtársai is. De a tápláléka nem mindig maradt meg benne, mert a kövületek mellett sokszor visszaöklendezett, félig megemésztett halak találhatóak. A pigmentsejtek az mutatják, hogy a háta sötét volt, míg hasi része ezüstös.

## Főbb lelőhelyei
E halfaj maradványait az Amerikai Egyesült Államokban (Ohio, Pennsylvania, Tennessee, Kalifornia és Texas államok) és Európában fedezték fel. Mindegyik kövület a Frasni és a Famenni korszakokból származik.

## Fordítás
- Ez a szócikk részben vagy egészben  a   Dunkleosteus című angol Wikipédia-szócikk ezen változatának fordításán alapul.  Az eredeti cikk szerkesztőit annak laptörténete sorolja fel. Ez a jelzés csupán a megfogalmazás eredetét és a szerzői jogokat jelzi, nem szolgál a cikkben szereplő információk forrásmegjelöléseként.